# 全国FM放送協議会
全国FM放送協議会（ぜんこくエフエムほうそうきょうぎかい、英称：Japan FM Network ASSOCIATION）は、日本の民間FM放送（民放FM）の放送局の協議会のひとつで、日本最大のFMラジオネットワークである。通称はJapan FM Network（ジャパン エフエム ネットワーク、略称：JFN）。

## 概要
民放FMの先発4局であるエフエム東京 (TOKYO FM)、エフエム愛知、エフエム大阪、エフエム福岡が民放FM初のステレオ放送が可能なラインネット回線を1980年4月1日に開通させたことを前身として、翌1981年5月20日にネットワーク規約を締結して正式に発足した。キー局はTOKYO FMが務める。協議会の事務局はTOKYO FM本社にほど近い東京都千代田区麹町1丁目8番地のJFNセンタービルにあり、多くの加盟局の東京支社も同ビルに置かれている。
県域FM局のない奈良県、加盟局のない茨城県、埼玉県、千葉県、神奈川県、山梨県、京都府、和歌山県以外の全国の都道府県域FM局のエリアをカバーしている。
番組制作能力の手薄な地方局への番組流通が主な目的。まだFM局が少なかった1980年代前半までは、地方の中波（AM）ラジオ局にもJFNの番組が配信されていた。
ネットワーク形態の特色として、キー局であるTOKYO FMの制作番組の同時ネットの他、協議会加盟局の共同出資で設立された番組供給会社のジャパンエフエムネットワークが制作した番組を加盟局が任意の時間帯に放送する形態が見られることにある。番組供給会社と協議会がいずれも「ジャパンエフエムネットワーク」「JFN」を呼称・略称とすることから、関係者の間では協議会を「F協」、番組供給会社を「JFNC」と呼び分けているという。
ちなみに、上述の番組供給会社のジャパンエフエムネットワークと特別加盟局のinterfmを除く系列38局は、ACジャパン（旧・公共広告機構）の正会員企業の一つであり、前述の38社含む計1000社以上の民間企業・団体が所持する資源を少々出し、自然災害や激甚災害発生時などに広告としてラジオのコマーシャルメッセージなどを通じて同団体のCMを放映している。

## 加盟局
この表は、地域や都道府県の配列に際し、日本民間放送連盟公式サイト「会員社」ページの表記に準じて記載している（一部に例外あり）。
本社・演奏所が都道府県庁所在地以外に立地している場合のみその所在地を付記する。2025年4月現在、TOKYO FM・エフエム北海道・エフエム岩手・エフエム群馬・エフエム大阪・兵庫エフエム放送・広島エフエム放送・エフエム長崎及び特別加盟局を除く局が、JFNセンター内に東京支社を置く。
表の凡例（ネット配信・再送信）
エコパラダイスFMを除いたすべての放送局がradikoにおいてネット配信を実施している。
また、再送信はUSENでの再送信のみ記載している（再送信実施エリアはUSEN ラジオ放送一覧を参照）。
- RC：ラジオクラウド配信局（各局の一部番組のみ配信するポッドキャスト型）
- U：USENでの再送信実施局

| 放送対象地域 | 通称 （愛称または略称）  | 放送局名             | 開局日         | ネット配信 再送信 | 備考 |
| --- | ------------------------ | -------------------- | -------------- | ----------------- | --- |
| 北海道 | Air-G'                   | エフエム北海道       | 1982年9月15日  | RC・U             | かつて悪天候時にネットワーク送出を代行。 1992年4月5日までの愛称はFM北海道。                                                                                                |
| 青森県 | FM青森、AFB              | エフエム青森         | 1987年4月1日   | U                 | - |
| 岩手県 | FM岩手                   | エフエム岩手         | 1985年10月1日  | RC・U             | - |
| 宮城県 | Date fm                  | エフエム仙台         | 1982年12月1日  | RC・U             | - |
| 秋田県 | FM秋田、AFM              | エフエム秋田         | 1985年4月1日   | -                 | - |
| 山形県 | Rhythm Station、 FM山形  | エフエム山形         | 1989年4月1日   | -                 | 2010年3月31日までの愛称はBoy-FM。 |
| 福島県 | ふくしまFM               | エフエム福島         | 1995年10月1日  | RC・U             | 本社・演奏所は郡山市。 |
| 栃木県 | RADIO BERRY              | エフエム栃木         | 1994年4月1日   | -                 | |
| 群馬県 | FM GUNMA                 | エフエム群馬         | 1985年10月1日  | U                 | 一部のAライン番組のネットはなし。 |
| 東京都 | TOKYO FM、TFM            | エフエム東京         | 1970年4月26日  | RC・U             | キー局 1990年9月30日までの愛称はFM東京。 |
| 新潟県 | FM-NIIGATA               | エフエムラジオ新潟   | 1987年10月1日  | RC・U             | |
| 長野県 | FM長野                   | 長野エフエム放送     | 1988年10月1日  | RC・U             | 本社・演奏所は松本市。 |
| 静岡県 | K-MIX                    | 静岡エフエム放送     | 1983年4月1日   | RC・U             | 本社・演奏所は浜松市。 1993年3月31日までの愛称はFM静岡、 現在の愛称は1993年4月1日まで、および2023年4月1日より。2013年4月1日から2023年3月31日までの愛称はK-mix。            |
| 富山県 | FMとやま                 | 富山エフエム放送     | 1985年4月1日   | RC・U             | - |
| 石川県 | HELLO FIVE、 FM石川      | エフエム石川         | 1990年4月1日   | U                 | - |
| 福井県 | FM福井                   | 福井エフエム放送     | 1984年12月18日 | -                 | - |
| 愛知県 | FM AICHI                 | エフエム愛知         | 1969年12月24日 | U                 | 1993年9月30日までの愛称はFM愛知、 2015年4月1日 - 2019年12月23日の 愛称は@FM。                                                                                              |
| 岐阜県 | FM GIFU                  | エフエム岐阜         | 2001年4月1日   | U                 | 本社・演奏所は大垣市。 2015年1月4日までの愛称はRadio 80。 |
| 三重県 | レディオキューブ FM三重  | 三重エフエム放送     | 1985年6月1日   | RC・U             | 一部のAライン番組のネットはなし。 |
| 滋賀県 | e-radio                  | エフエム滋賀         | 1996年12月1日  | RC                | |
| 大阪府 | FM大阪                   | エフエム大阪         | 1970年4月1日   | U                 | 準キー局 現在の愛称は1999年3月31日まで、 および2020年4月1日より。 2008年3月31日までの愛称はfm osaka、 2017年4月2日までの愛称はFM OSAKA、 2020年3月31日までの愛称はFM OH!。 |
| 兵庫県 | Kiss FM KOBE             | 兵庫エフエム放送     | 1990年10月1日  | U                 | 2003年3月31日まで独立局。 |
| 鳥取県・島根県 | FM山陰、V-air、 FSK      | エフエム山陰         | 1986年10月1日  | -                 | 本社・演奏所は島根県松江市。 |
| 岡山県 | FM OKAYAMA FM岡山、VVFM  | 岡山エフエム放送     | 1999年4月1日   | U                 | - |
| 広島県 | HFM、広島FM              | 広島エフエム放送     | 1982年12月5日  | RC・U             | - |
| 山口県 | FM山口、FMY              | エフエム山口         | 1985年12月1日  | RC                | - |
| 徳島県 | FM徳島                   | エフエム徳島         | 1992年4月1日   | -                 | - |
| 香川県 | FM香川                   | エフエム香川         | 1988年4月1日   | U                 | - |
| 愛媛県 | FM愛媛、JOEU-FM          | エフエム愛媛         | 1982年2月1日   | RC・U             | - |
| 高知県 | Hi-Six、FM高知           | エフエム高知         | 1992年4月1日   | U                 | - |
| 福岡県 | FM FUKUOKA               | エフエム福岡         | 1970年7月15日  | RC・U             | - |
| 佐賀県 | FM佐賀、FMS              | エフエム佐賀         | 1992年4月1日   | U                 | - |
| 長崎県 | FM Nagasaki              | エフエム長崎         | 1982年10月1日  | RC・U             | 1992年4月1日 - 2007年4月1日の愛称はSmile-FM。 |
| 熊本県 | FMK、 エフエム・クマモト | エフエム熊本         | 1985年11月1日  | RC・U             | 2005年3月31日までの会社名はエフエム中九州。 |
| 大分県 | FM大分、 Air-Radio FM88  | エフエム大分         | 1990年10月1日  | U                 | 1991年9月30日まで独立局。 |
| 宮崎県 | JOY FM                   | エフエム宮崎         | 1984年12月1日  | U                 | - |
| 鹿児島県 | μFM                      | エフエム鹿児島       | 1992年10月1日  | RC・U             | - |
| 沖縄県 | FM沖縄、JOIU             | エフエム沖縄         | 1984年9月1日   | -                 | 本社・演奏所は浦添市。 旧社名は極東放送。 |
| 特別加盟局 |                          |                      |                |                   | |
| 東京都の特別区の存する 区域を中心として 同一の放送番組の放送を 同時に受信できることが 相当と認められる区域として 総務大臣が別に定める区域 | interfm                  | InterFM897           | 1996年4月1日   | RC・U             | 外国語放送局。 2020年9月1日加盟。 同年11月1日よりJFNCの番組の一部を放送。                                                                                                  |
| パラオ | エコパラダイスFM         | パラオ共和国国営放送 | 1998年8月1日   | -                 | 国営放送局。 2003年7月23日加盟。 TOKYO FMの番組の一部を放送。 |
| 過去の加盟局 |                          |                      |                |                   | |
| 山梨県 | FM FUJI                  | エフエム富士         | 1988年8月8日   | RC・U             | 開局と同時にJFN加盟。 1993年に脱退し独立局へ移行。 |

### 未開局県
日本の民放県域FM未開局県（当初より県域FMとして開局した民間放送局がない県）は3県ある。
- 奈良県 - 1984年（昭和59年）に青森県域・山形県域・埼玉県域・千葉県域・徳島県域・鹿児島県域とともに周波数割り当てが行われた。85.8MHzが奈良県域に割り当てられており、京阪神奈を放送区域とする独立局が構想されたが、39年以上経つにもかかわらず未開局。
  - 奈良県にはAMも含めて県域民放ラジオ局が存在しない（ならどっとFMはコミュニティ放送）。
  - JFN加盟局ではエフエム大阪[10]、兵庫エフエム放送[11]が放送エリアになる地域がある。なお、一部地域は外国語局（FM COCOLO）の放送対象地域となっている。
- 和歌山県 - 周波数割り当てはかなり遅くバブル崩壊後になってからだった。福島県域・栃木県域・岐阜県域と同時に1992年（平成4年）12月18日に77.2MHzが和歌山県域へ割り当てられたが、31年以上経つにもかかわらず未開局。
  - JFN加盟局では北部にエフエム大阪[10]、兵庫エフエム放送[11]が放送エリアになる地域がある。
  - 県域民放ラジオ局である和歌山放送がFM補完中継局の放送を開始している（エフエム和歌山はコミュニティ放送）。
- 茨城県 - 周波数の割り当てはなく[注釈 16]、開局の目途は全く立っていない。
  - JFN加盟局では南西部でTOKYO FM[12]・RADIO BERRY[13]、北部の一部でエフエム福島[14]の放送エリアになる地域がある。その他、一部は独立系FM局であるFM NACK5の放送区域となっている[15][16]。
  - 県域民放ラジオ局である茨城放送が2015年8月にFM補完中継局（94.6MHzなど）を開設しており、FM放送への完全移行を見据え、呼称を「LuckyFM茨城放送」に変更している（2024年には社名も「LuckyFM茨城放送」に変更）。

## 番組

### 番組編成の特色
JFN（F協）では、加盟局の放送割合のうち2割を自社制作番組、残り8割をネット番組とすることを想定したが、1982年のFM局の開局ラッシュに際し、経営効率化を図るために、当時の加盟10社が共同出資して番組供給に特化した会社としてジャパンエフエムネットワーク (JFNC) を設立し、ネット番組の過半（加盟局の放送時間帯の半分）を担う番組を制作する形とした。すなわち、同一のネットワークながら、TOKYO FM制作の番組が供給される回線（通称「Aライン」）と、JFNC制作の番組が供給される回線（通称「Bライン」）の2本の回線が存在しており、加盟局はそのいずれもネット受け出来、また任意に自社制作番組に差し替えられる体制となっている。
JFNC制作の「Bライン」番組は、同時放送番組である通称「B1」と、加盟局が録音して好きな時間帯に放送できる通称「B2」に分かれている。「B2」プログラムについては後にインターネット経由での音声ファイル配信方式に切り替わり、JFNCが制作した5分・15分・55分などの6種類の長さの番組ファイルをサーバーに置き、加盟局が各自ダウンロードして使う方式となっている。JFN（F協）から加盟局に配布される番組配信表は、表面に「B1」プログラムのタイムテーブルが記され、裏面に「B2」プログラムが曜日と放送時間（長さ）別の一覧表として記されている。
「Bライン」番組の放送料は、実際に放送される番組の本数に関係なく、各局の放送収入に基づく月額制の定額契約（サブスクリプション方式）となっており、「毛布（ブランケット）をかぶせるような包括契約」の意味から「ブランケット方式」と名付けられている。日本の民放テレビネットワークのように「キー局制作番組主体、朝夕にローカル番組」といった形態にしなかったことについて、設立当時 TOKYO FM の常務だった後藤亘によると、アメリカの地方ラジオ局が日本に比べて規模が小さくて参考にならず、一方でテレビ局のようにキー局が大量配信する時代でもないと考え、番組を本数単位で契約すると販売価格で番組を取捨選択する状況が想定されたことから、「文化の価値がお金で上下するのはおかしい」として定額制を導入したものだという。

### ネットニュース
随時
- JFNニュース

### 特別加盟局での扱い
「エコパラダイスFM」ではTOKYO FMとJFNCの番組の一部を編成に組み込んでいる。
interfmでは東京・横浜エリアを中心にサービスエリアのほとんどがTOKYO FMと重複するため、「TOKYO FMでネットされないJFNC制作番組」に限って放送される。そのため、月 - 木曜午後帯の『レコレール』も14:55 - 15:00の全国38局ネットによるミニ番組の時間帯のみの差し替えを行ったり、過去には平日早朝帯の『FUTURES』も金曜「REAL SPORTS」のみをinterfmが受けたり、平日午前帯の『OH! HAPPY MORNING』の8:00 - 8:20の部分のみノンストップミュージックに差し替える事例があった。それでも全ての番組を受けるわけではないため、首都圏では聴けない番組も存在する。

## アースコンシャス
エフエム東京と全国FM放送協議会はコスモ石油と共同で、環境問題キャンペーン「アース・コンシャス ―地球を愛し感じる心―」を展開している。この一環として、啓発CM「始めよう、アースコンシャス」を制作している。事務局はJFNセンター内にある。2023年4月28日まではキャンペーン番組『コスモアースコンシャスアクト 未来へのタカラモノ』（平日 6:40 - 6:45、終了時点では『ONE MORNING』内にて）も放送していた。
毎年4月22日には、日本武道館で行われる「コスモアースコンシャスアクト・アースデー・コンサート」（2012年からは「EARTH×HEART LIVE」）の模様を生放送。また、「アース・コンシャス・アクト クリーンキャンペーン」を毎年実施しており、系列局ごとに地元のクリーン活動を行い、7月には「クリーンキャンペーン in Mt.FUJI」として系列局のパーソナリティとリスナーを迎えて富士山の清掃活動を行う。
2023年6月3日からは、毎月1組のゲストを招き「マイアースコンシャスアクト」の展開を紹介する5分間のミニ番組『コスモアースコンシャスアクト 未来へのメッセージ』（土曜 10:50 - 10:55）を放送している。

## 共通ジングル
2001年4月1日から、TOKYO FM制作とエフエム大阪制作の同時ネット番組（一部番組を除く）の冒頭で、エフエム愛知以外の放送局でネットワーク共通のジングル（JFN共通ジングル）を放送している。全国共通のBGMに乗せて、各放送局のオリジナルコールが流れる。
このジングルが使用されているのは、2023年現在、月 - 木曜は『ONE MORNING』全国枠と『ディア・フレンズ』のみで、金曜は『ONE MORNING』全国枠に加え『松任谷由実のYuming Chord』、『SCHOOL OF LOCK! FRIDAY』、『もにゅそで 知らんけどアッパー』でも使用されている。週末は『JA全農 COUNTDOWN JAPAN』などのネット番組で使用されている。
最近は共通ジングルの使用を取りやめ、局オリジナルのジングルを使用する局が増えてきている。現在は、キー局のTOKYO FMとエフエム大阪でさえも共通ジングルを使用していない。但し、この傾向と反対に、テレビCMで使用（エフエム鹿児島など）したり、自社制作番組開始直前のジングル、あるいは通常ジングルの一種として使用（エフエム香川、かつての富山エフエム放送など）する局もある。なお、エフエム愛知は開始当初から、兵庫エフエム放送は兵庫エフエムラジオ放送時代における2003年のJFN加盟以降、それぞれ共通ジングルを作成・使用しておらず局オリジナルのものを使用し続けている。